# Can Riu (Ribes de Freser)
Can Riu és una masia del municipi de Ribes de Freser (Ripollès) inclosa en l'Inventari del Patrimoni Arquitectònic de Catalunya.
Cap al segle xvi ja es té notícia d'aquesta casa. L'eixida de construcció orientada a la solana i de bella factura protegeix la casa de les inclemències del temps, actuant de filtre per equilibrar les temperatures hivern-estiu. (T. Pere Solà)